# Some Thoughts Concerning Education

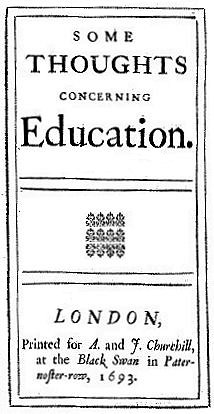
Titelsida från den första upplagan av Locke's Some Thoughts Concerning Education (1693).

Some Thoughts Concerning Education är en avhandling från 1693 av den engelske filosofen John Locke. I över ett sekel var detta verk det viktigaste filosofiska arbetet inom utbildning i England. Det översattes till nästan alla större europeiska språk under 1700-talet och nästan varje europeisk läroboksförfattare efter Locke, inklusive Jean-Jacques Rousseau, såg det som ett stort verk. Svenska översättningar utgavs 1709 (Tankar om ungdomens uppfostran, Mathias Riben) och 1916 (Tankar om uppfostran, Josef Reinius).